# Solanum umalilaense
Solanum umalilaense ist eine in Afrika heimische Pflanzenart aus der Gattung der Nachtschatten (Solanum). Sie wurde 2012 erstbeschrieben.

## Beschreibung

### Vegetative Merkmale

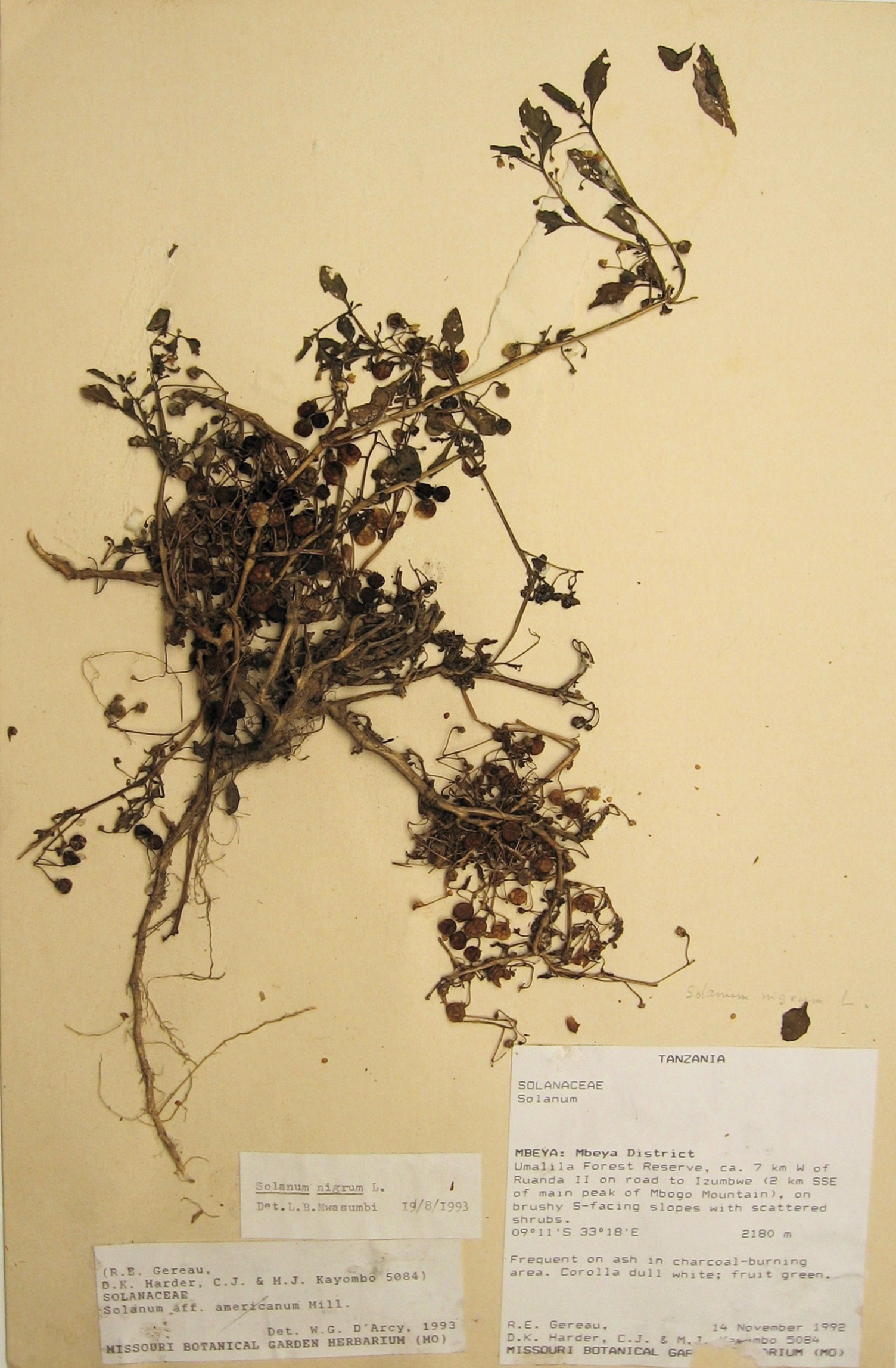
Holotypus von Solanum umalilaense

Solanum umalilaense ist eine krautige Pflanze mit einer Höhe von etwa 0,5 Metern. Sie wächst aufrecht, meist mit vielen aufrechten oder abstehenden Stängeln, die der Basis entspringen. Die Stängel sind dunkel purpurn gefärbt, gewinkelt und mit klar erkennbaren Graten versehen. Auf den Graten befinden sich kleine Zähne. Die Pflanzen sind verkahlend bis nahezu haarlos, die Behaarung besteht aus spärlich verteilten, langen, anliegenden, nicht drüsigen Trichomen. 
Die Laubblätter sind einfach und gestielt. Die Blattspreite ist eiförmig bis elliptisch und läuft als Flügel den Blattstiel hinab. Der Blattrand ist ganzrandig, nach vorn sind sie spitz zulaufend bis spitz, an der Basis abgeschnitten. Die Blattspreite erreicht eine Größe von 1,8 bis 2,8 × 0,1 bis 1,4 Zentimeter und ist etwa 1 bis 1,7 (selten bis 2,1) Zentimeter oberhalb der Spitze am breitesten. Der Blattstiel wird 0,6 bis 1,3 Zentimeter lang.

### Blütenstände und Blüten
Die Pflanze bildet eine Vielzahl an Blütenständen, es können pro Individuum bis zu 100 Blütenstände gebildet werden. Es sind einfache, selten gegabelte Zymen mit 2 bis 9 (selten 11) Blüten. Die Blütenstandsstiele sind aufrecht und werden (selten nur 0,5) 1,1 bis 3,2 Millimeter lang, die Blütenstiele sind 5 bis 7 (selten bis 9) Millimeter lang und nickend. Der Querschnitt des Kelchs ist fünfeckig und misst 3 bis 3,2 (selten bis 4) Millimeter. Er ist mit kurzen, etwa 1 Millimeter langen, breit dreieckigen und gleichgestaltigen Kelchzipfeln besetzt, die später an der reifen Beere anliegen. Die Krone ist sternförmig, weiß gefärbt und misst 7 bis 11 Millimeter im Durchmesser. Die Ränder sind gelegentlich purpurn überhaucht. 
Die Staubbeutel sind gleichgestaltig, gelb und 1,8 bis 2 Millimeter lang, die Staubfäden erreichen eine Länge von 0,5 bis 1 Millimeter. Der Durchmesser von vollständig hydrierten Pollenkörnern beträgt 24,6 bis 26,3 Mikrometer. Der Griffel wird 3,1 bis 3,5 (selten bis 4,2) Millimeter lang, steht über die Staubbeutel hinaus, ist meist gerade oder selten auch hakenförmig. An seiner Basis stehen nichtdrüsige Trichome.

### Früchte und Samen
Die Früchte sind kugelförmige Beeren, die sich bei Reife von grün zunächst zu einem matten gelblich-grün und bei Reife zu hell gelblich-braun verfärben. Sie sind weich, an der Pflanze beständig und riechend. Sie messen 3 bis 4 (selten bis 5) Millimeter im Durchmesser und enthalten verhärtete Körner sowie 9 bis 22 Samen. Diese sind umgekehrt eiförmig, bräunlich und messen 1,6 bis 2,1 × 1,3 bis 1,8 Millimeter.

## Verbreitung und Standorte

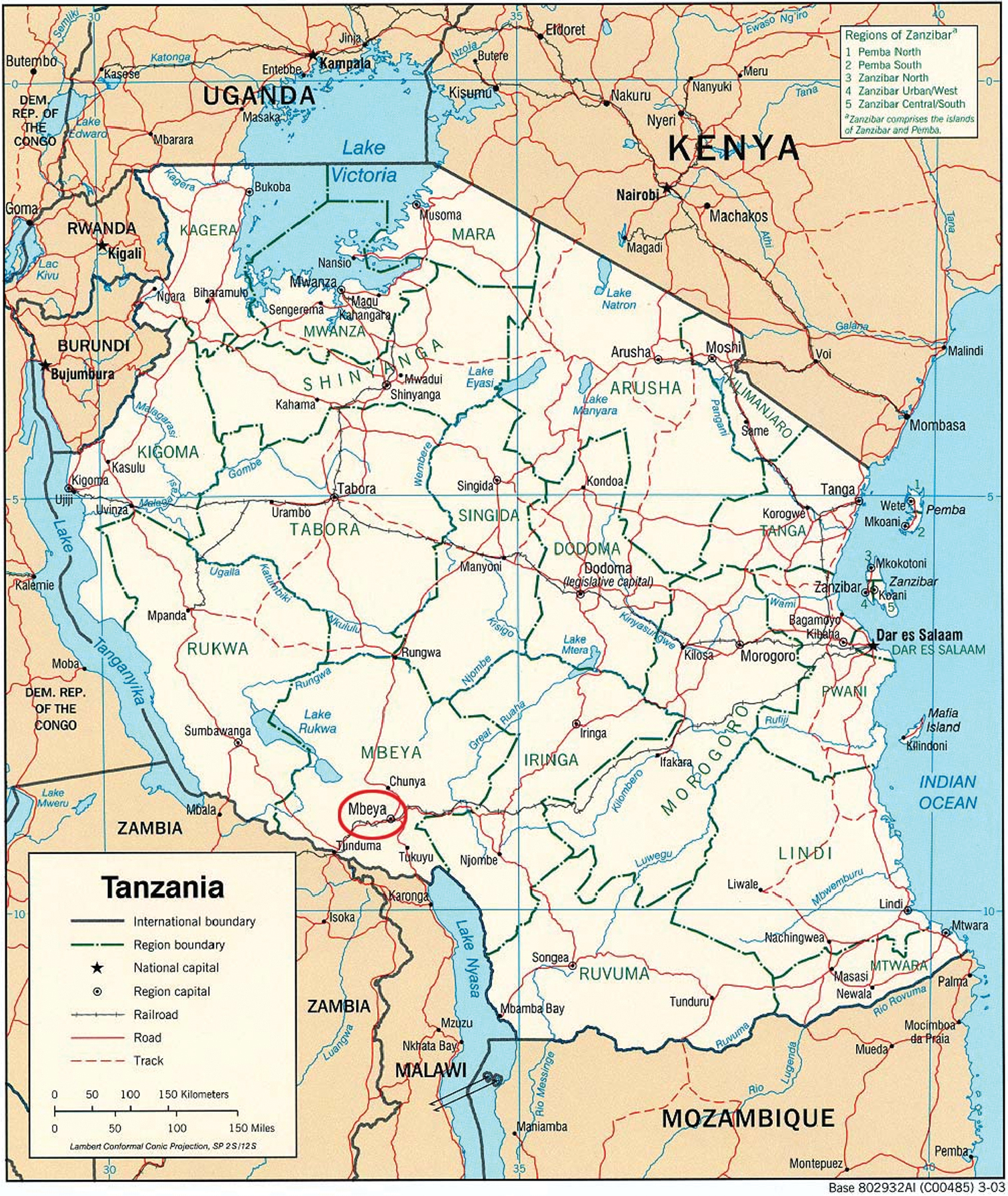
Verbreitungsgebiet von Solanum umalilaense

Solanum umalilaense wurde in der Mbeya-Region in Tansania in Höhenlagen zwischen 1952 und 2052 Metern gesammelt. Oftmals wachsen sie auf kultivierten Flächen an Berghängen oder an aufgegebenen Äckern, auf denen Mais und Bohnen angebaut wurden. Ein Herbarbeleg verweist auf Flächen mit Ascheschichten aus der Holzkohleherstellung als häufige Standorte, dies konnte jedoch durch die Verfasser der Erstbeschreibung nicht nachgewiesen werden.

## Systematik
Solanum umalilaense ist ein Vertreter der Sektion Solanum innerhalb der Gattung der Nachtschatten (Solanum). Phylogenetische Untersuchungen auf Grundlage von AFPL Loci verschiedener tetraploider Arten ordneten die Art als Schwesterart zu einer Klade bestehen aus Vertretern der Arten Solanum retroflexum und Solanum hirsutum ein.
Exemplare der Art wurden von Botanikern als Solanum nigrum oder Solanum aff. americanum bestimmt. Beide Arten sind jedoch diploid, während Solanum umalilaense eine tetraploide Art ist. Eine Vermutung, dass die Art eine Hybride aus zwei tetraploiden Arten ist, konnte nicht bestätigt werden.

## Namensgebung
Der Name umalilaense bezieht sich auf das Gebiet Umalila (Malilaor Umalila), in dem die Art gefunden wurde. Es ist das Gebiet der Malila, einer relativ unbekannten ethnischen Gruppe aus dem Südwesten Tansanias. Der lokale Name, der von den Malila verwendet wird, lautet Insungwe.

## Verwendung
Bevor die Pflanze anfängt zu blühen, werden die Blätter gepflückt und als Gemüse zubereitet. Nachdem die Pflanze angefangen hat zu blühen, bekommen die Blätter einen bitteren Geschmack, was die Verwendung einschränkt. In verschiedenen Dörfern im Verbreitungsgebiet werden die Pflanzen bereits seit vielen Generationen kultiviert und die Bauern sammeln die Früchte, um Samen für die nächste Saison zu erhalten.